# روسلی ده بلو
روسلی ده بلو (پرتغالی: Roseli de Belo؛ زادهٔ ۷ سپتامبر ۱۹۶۹) بازیکن فوتبال زن اهل برزیل بود.
از باشگاه‌هایی که در آن بازی کرده‌است می‌توان به واشینگتن فریدام اشاره کرد.
وی همچنین در تیم ملی فوتبال زنان برزیل بازی کرده‌است.